# 艦船令
艦船令（かんせんれい）は1919年（大正8年）3月20日に制定された軍令である。正確には、大正八年軍令海1号である。1919年（大正8年）4月1日に施行された。1946年の艦船令等廃止（昭和21年4月3日軍令海第1号）により、駆逐隊潜水隊艇隊令とともに廃止された。

## 内容
この軍令は第1条から第52条までの56の項目からなる。内容としては、艦船の種別に始まり、各艦種に服務すべき職員の種類や、各科の分隊長が指揮する職種等が書かれているほか、すべての科の長は艦長により職務を拝命されるものとされている。また、艦長の下には副長を置き、艦長が事故にあい、副長が置かれていない場合は将校が席次の順序に従ってその職務を執行または代行するものと定められている。他、艦船乗員の常務の細項に関しては海軍大臣がこれを定めるものとされている。